# Hymenochaete fulva
Hymenochaete fulva är en svampart som beskrevs av Burt 1918. Hymenochaete fulva ingår i släktet Hymenochaete och familjen Hymenochaetaceae.   Inga underarter finns listade i Catalogue of Life.